# Мистер Смех (рассказ)
«Мистер Смех» — научно-фантастический рассказ Александра Беляева, написанный в 1937 году и впервые опубликованный в журнале «Вокруг света» (№ 5, 1937).

## Сюжет
Инженер-механик Дуглас Спольдинг ищет работу, но в стране — кризис и безработица. Спольдинг силён, красив и умён, но живёт впроголодь в узкой комнате с окном во двор. Однажды он слышит в соседней комнате странные звуки. Заинтригованный, он решает разузнать о соседе.
Соседом оказывается молодая женщина, Лючия Бульвер, которая изучает механизм возникновения радости и грусти. Её опыты финансирует фабрикант граммофонных пластинок. Ведь если существует какой-то механизм, заставляющий людей плакать или смеяться, можно будет построить машину, при помощи которой можно будет производить мелодии.
Через месяц после разговора с Бульвер Спольдинг читает заметку о Бэкфорде — гегмане, заработавшем состояние на шутках. Сообщается, что бизнес Бэкфорда терпит кризис и ему грозит крах. Спольдинг задумывается об этом и решает «вырвать у смеха его тайну».
Проводя эксперименты, Спольдинг идёт к цели. Вскоре он становится «душой общества» на веранде пансиона. Потом веранда становится тесной для его экспериментов, и он с успехом выступает в мюзик-холле. Завоевав популярность, Спольдинг устраивается на работу в должности «научного консультанта» Бэкфорда. В качестве оплаты он просит два процента от прибыли. С ростом продаж эти два процента становятся довольно крупной суммой и Бэкфорд не желает больше платить. И тогда Спольдинг решает «смехом отобрать свою долю смеха, превращенную в деньги»
Спольдинг заставляет Бэкфорда выписать ему чек на 10 миллионов долларов. Делает он это при помощи своих улучшенных способностей смешить — попытавшись отказаться, Бэкфорд буквально чуть не умирает от смеха. Затем Спольдинг идёт в банк и тем же способом обналичивает чек. Все попытки задержать Спольдинга тщетны — он может нейтрализовать любого человека, заставив его корчиться от смеха.
Бэкфорд обращается к властям за помощью. О случившемся узнаёт пресса. Спольдинг становится всемирно известен. Армия журналистов и полицейских пытается проникнуть в дом Спольдинга, но безуспешно — стены его дома превращены в огромные экраны, с помощью которых Спольдинг поражает нападающих своим оружием. После разговора со Спольдингом, начальник полиции докладывает своему руководству, что Спольдинг неуязвим.
Спольдинг богат, однако у него нет жены. Он разрабатывает план о завоевании «богатейшей невесты мира», красавицы миссис Файт. Однако обнаруживается, что миссис Файт совсем не против выйти замуж за «короля Смеха» и применение оружия не требуется. Нервы Спольдинга, приготовившегося к яростной схватке, не выдерживают. Он до конца понял секрет смешного и теперь никогда больше не засмеётся.

## Персонажи
- Дуглас Спольдинг (мистер Ризус, мистер Смех) — инженер-изобретатель, овладевший секретом смеха
- Миссис Адамс — владелица пансиона
- Мисс Лючия Бульвер — «королева слёз», жилец пансиона
- Баллонтайн — отставной офицер, жилец пансиона
- Бэкфорд — миллионер, наживший состояние производством шуток и острот
- Миссис Файт — «богатейшая невеста мира», вдова, владелица множества фабрик и заводов